# Juan Pallejá
Juan Pallejá Mañanet (* 1889 in Lleida; † 1971 in Barcelona) war ein spanischer Filmregisseur und Filmeditor.
Pallejá studierte an der Hochschule der Schönen Künste in Barcelona und debütierte beim Film in den 1910er-Jahren als Regisseur mit zwei Filmen; weitere Arbeiten entstanden 1921 – der Westernstoff Lilian – und 1925. Mehrere Male schrieb er auch das Drehbuch. Zwischen 1934 und 1936 war er als Editor für Josep María Bosch tätig. 1937 drehte er zusammen mit Louis Frank den knapp 50-minütigen Un pueblo en armas (internationaler Titel Fury over Spain), der den anarchistischen Ideen der damaligen Zeit nahestand und aus Dokumentarmaterial gefertigt wurde; als Editor hatte er bereits im Jahr zuvor am thematisch ähnlichen Aurora de esperanza mitgewirkt. Bis in die 1950er Jahre arbeitete er auch als Editor von Spielfilmen. Insgesamt war er bei über 40 Produktionen für den Filmschnitt verantwortlich.

## Filmografie (Auswahl)
- 1921: Lilian
- 1937: Un pueblo en armas (Ko-Regie des Dokumentarfilms)
- 1965: Unser Mann aus Istanbul (Operación Estambul)